# Estadio Arquitecto Ricardo Etcheverri
El Estadio Arquitecto Ricardo Etcheverri es un recinto deportivo propiedad del Club Ferro Carril Oeste, ubicado en la ciudad de Buenos Aires, Argentina. Se sitúa en la avenida Avellaneda 1240, en el barrio de Caballito. Tradicionalmente se lo ha conocido como "El Templo de Madera"  debido a que fue el último estadio de los clubes de Primera División de la ciudad cuyas tribunas e incluso sus arcos eran de ese material.
Con sus más de 118 años de vida, tiene el privilegio de ser el estadio más antiguo del fútbol argentino y el segundo estadio más antiguo de América. 
Por su ubicación privilegiada (cercano al centro geográfico de la Ciudad), el estadio fue utilizado por equipos que por diversas razones no pueden ejercer la localía en sus propios estadios. A lo largo de la historia han sido: Platense, Royal AC, Caballito Jrs., Barracas Athletic, Alumni, River Plate, Boca Juniors, Vélez Sarsfield (1977), San Lorenzo, Argentinos Juniors, Almagro, Nueva Chicago, Atlanta, All Boys, Chacarita Juniors y Huracán. El más reciente y prolongado de ellos fue el que hizo Argentinos Juniors entre las temporadas 1995-2003.
El último en ejercer la localía (aparte de Ferro) fue Chacarita Juniors durante un año en la temporada 08/09 de la Primera B Nacional, por el motivo de la construcción de su propio estadio en Villa Maipú, partido de San Martín.
Fue también sede de numerosos partidos de Rugby disputados por Los Pumas, destacándose las históricas victorias frente a los Wallabies 24-13 en 1979, Francia 24-16 en 1985 y, durante el mismo año el empate frente a los All Blacks 21-21.
Además ha sido sede de grandes conciertos, actos y manifestaciones políticas. Desde 2012 se encuentra aprobado un proyecto integral de reestructuración, consistiendo el mismo en sustituir los viejos tablones de madera por nuevas tribunas de cemento. El jueves 5 de julio de 2012 la legislatura de la Ciudad de Buenos Aires sancionó la Ley de protección cautelar y estructural de la sede social y platea Sur del estadio.

## La construcción

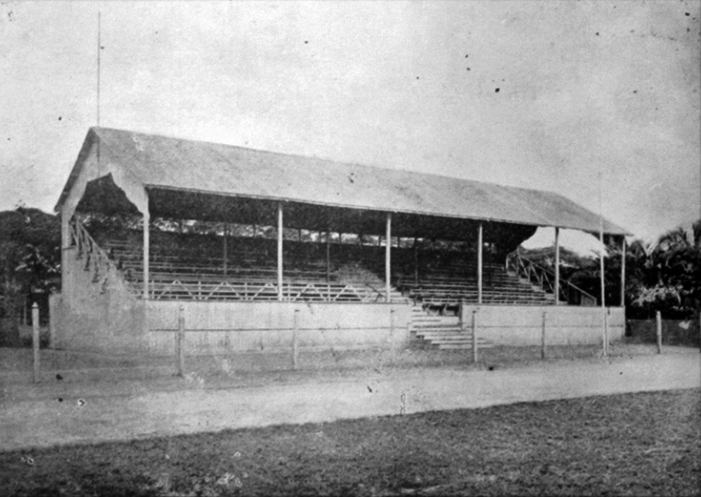
Antigua tribuna

Fue construido en un terreno cedido por el gerente de la entonces compañía Ferro Carril Oeste (actual Ferrocarril Domingo Faustino Sarmiento) en 1905 y en un principio sólo tuvo baño, una casilla y alambrado, ese mismo año la institución (por entonces dependiente y administrada por el Ferro Carril Oeste) reunió el dinero suficiente para construir la primera tribuna (hecha de madera y zinc). En el año 1931 un incendio destruyó completamente esta tribuna que debió ser reconstruida.
Un hecho curioso es que, dado el amateurismo que reinaba en la época en el ambiente futbolístico, el Club debió cambiar a algunos de sus jugadores por materiales para construir la tribuna. Así Federici fue transferido al Club Atlético Huracán a cambio de algunas chapas de zinc y Arcadio López (quien tiempo antes fuera convocado para integrar el plantel de la Selección Nacional) fue cedido en 1938 a Boca Juniors por la tribuna que actualmente se emplaza sobre la calle Martín de Gainza (el pase del jugador era de 25 000 pesos).

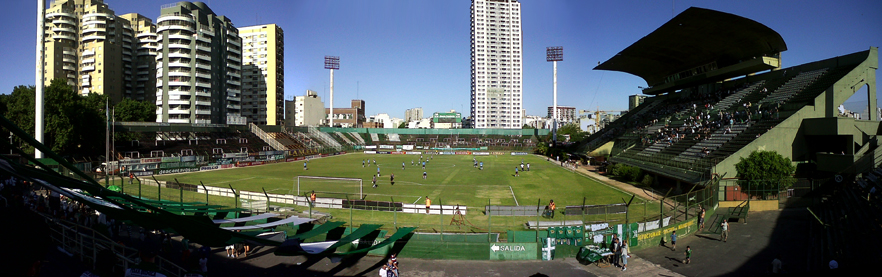
Vista panorámica del estadio en 2010.

Es el estadio más antiguo de la Argentina (entre los clubes de fútbol directamente afiliados a la AFA) con 117 años cumplidos el 2 de enero de 2022.

## Primera ampliación
Luego de refacciones parciales, el 20 de julio de 1967 el entonces presidente Santiago Leyden requirió a un estudio de arquitectos (Ricardo Etcheverry, Juan Carlos Piller y Aleardo Etcheverry) el proyecto para la construcción de una nueva platea de cemento, obras accesorias y un gimnasio. El club inició entonces una campaña de promoción y recaudación de fondos a la que tituló con un compromiso: “Entre todos lo haremos”. Cuatro años más tarde, quedó inaugurada la actual platea principal del estadio.
Según consta en las Memorias del club, se aprobó un pliego de condiciones y se convocó a concurso a 13 constructoras para que hicieran las correspondientes cotizaciones; en un segundo concurso, se presentaron 5 empresas. La elegida fue Dicon Constructora, con un presupuesto final cercano a los 120 millones de pesos de la época  y un plazo inicial de trabajo de 12 meses. 
El financiamiento se basó muy principalmente en recursos genuinos del club, apoyados por un préstamo de lo que era la Secretaría de Estado de Promoción y Asistencia de la Comunidad (SEPAC). También se vendieron abonos por diez años a las futuras plateas, pagaderos al contado por m$n 50 mil (aproximadamente 150 dólares); en 12 cómodas cuotas por 60 mil o en 24, por 72 mil. Se utilizaron 314.762 kilos de cal, 468.646 ladrillos y 3.153 metros cúbicos de arena. La tan característica visera curvo quedó para el final. El día de la inauguración, en lo alto de la nueva estructura apareció un cartel enorme: “Entre todos lo hicimos”.
El primer partido con la nueva platea se disputó el 15 de agosto de 1971. Ferro perdió con Huracán por 4 a 2.

## El nombre
El nombre de Arquitecto Ricardo Etcheverri fue oficializado en 1995 en homenaje a quien fuera vicepresidente del club por más de 30 años. La denominación "El Templo de Madera" no es oficial.

## Microestadio Héctor Etchart

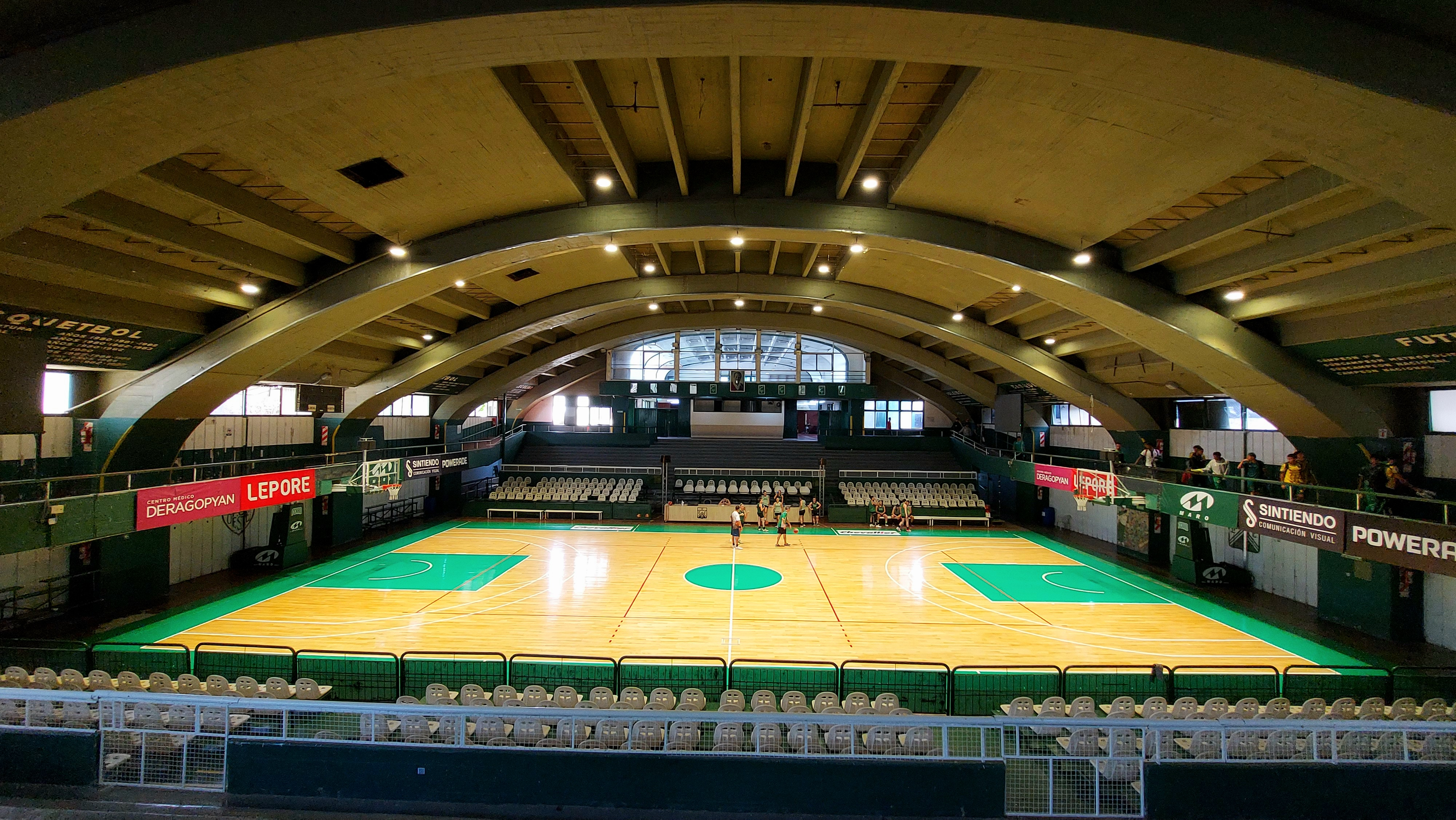
Gimnasio Héctor Etchart del Club Ferro Carril Oeste

El Gimnasio Héctor Etchart fue construido en 1971 junto con la platea Sur del estadio. Tiene una capacidad de 3500 espectadores. Es considerada uno de los mejores estadios de básquet del país. En él se disputaron partidos de selección, tanto de Voleibol como de básquet, así como finales de partidos de la LNB y muchos encuentros de diversos ámbitos como eventos políticos, por ejemplo. 
Cuenta con dos tableros electrónicos y dos gradas laterales, ambas cuentan con una división, como una especie de bandeja, que divide a la "popular" de la parte con asientos.
En el año 2009 por culpa de una cañería el estadio se inundó y el piso de parqué fue destruido, aunque con el aporte de los socios se pudo comprar uno nuevo de excelente calidad.
En este estadio se jugaba el clásico más grande de la LNB, Ferro vs Atenas de córdoba. Aunque por el descenso de Ferro (el primero de su historia) a mitad de los 2000, el clásico ha quedado en el olvido para muchos. Aunque recientemente se le hizo un partido homenaje a Miguel Cortijo en Córdoba y de paso se reeditó el viejo clásico.

## Conciertos y Festivales musicales
| País                                                                    | Artista | Año                 |
| ----------------------------------------------------------------------- | --- | ------------------- |
| Bandera de Argentina                                                    | Charly García | 1982/1991/1993/2004 |
| Bandera del Reino Unido                                                 | The Cure | 1987                |
| Bandera de Argentina                                                    | Mercedes Sosa, Mariano Mores | 1990                |
| Bandera del Reino Unido                                                 | Iron Maiden | 1992/2008           |
| Bandera del Reino Unido                                                 | Thunder | 1992                |
| Bandera de Argentina                                                    | Hermética | 1994                |
| Bandera del Reino Unido                                                 | Ozzy Osbourne | 1995                |
| Bandera de Suecia                                                       | Roxette | 1995                |
| Bandera de Estados Unidos                                               | Pantera | 1995                |
| Bandera de Estados Unidos · Bandera del Reino Unido                     | Megadeth, Alice Cooper, Therapy? | 1995                |
| Bandera de Estados Unidos · Bandera del Reino Unido · Bandera de Suecia | Faith No More, Paradise Lost, Clawfinger | 1995                |
| Bandera de Argentina                                                    | Rata Blanca, Logos, Malón | 1995                |
| Bandera de Estados Unidos                                               | Marilyn Manson | 1996                |
| Bandera de Australia                                                    | Silverchair | 1996                |
| Bandera del Reino Unido · Bandera de Estados Unidos                     | Jimmy Page & Robert Plant, The Black Crowes                                                                                                  | 1996                |
| Bandera de Argentina                                                    | Soda Stereo | 1996                |
| Bandera de Argentina                                                    | Los Piojos | 1997/2004           |
| Bandera del Reino Unido                                                 | David Bowie, Jamiroquai | 1997                |
| Bandera de Estados Unidos                                               | No Doubt | 1997                |
| Bandera de Estados Unidos · Bandera de Argentina                        | Megadeth, Queensrÿche, Riff | 1997                |
| Bandera de Argentina                                                    | La Renga | 2000                |
| Bandera de Guatemala                                                    | Ricardo Arjona | 2001/2004           |
| Bandera de México                                                       | Molotov | 2004                |
| Bandera de Estados Unidos · Bandera de Argentina                        | Quilmes Rock 2004: The Offspring, Rata Blanca y 2 Minutos                                                                                    | 2004                |
| Bandera de Estados Unidos                                               | Pearl Jam y Mudhoney | 2005                |
| Bandera de Argentina                                                    | La Nueva Luna | 2005                |
| Bandera del Reino Unido · Bandera de Argentina                          | Monsters of Rock 2005: Judas Priest, Whitesnake y Rata Blanca                                                                                | 2005                |
| Bandera de Argentina                                                    | La 25 | 2006                |
| Bandera de Argentina                                                    | El Bordo | 2007                |
| Bandera de Argentina                                                    | Las Pelotas | 2007                |
| Bandera de Uruguay                                                      | La Vela Puerca | 2007                |
| Bandera del Reino Unido                                                 | Lauren Harris | 2008                |
| Bandera de México                                                       | Sin Bandera | 2008                |
| Bandera de Estados Unidos                                               | My Chemical Romance | 2008                |
| Bandera de Argentina                                                    | Axel | 2009                |
| Bandera de Argentina                                                    | Las Pastillas del Abuelo | 2009/2016/2024      |
| Bandera de Puerto Rico                                                  | Daddy Yankee | 2009                |
| Bandera de México                                                       | Camila | 2009                |
| Bandera de Puerto Rico                                                  | Chayanne | 2010                |
| Bandera de Cuba                                                         | Silvio Rodríguez | 2011                |
| Bandera de Estados Unidos                                               | Marc Anthony | 2012                |
| Bandera de España                                                       | Enrique Bunbury | 2012                |
| Bandera de Argentina                                                    | Viejas Locas | 2012                |
| Bandera de Estados Unidos                                               | Maroon 5 | 2012                |
| Bandera de Estados Unidos                                               | Jonas Brothers | 2013                |
| Bandera del Reino Unido                                                 | Jamiroquai | 2013                |
| Bandera de España                                                       | Ska-P | 2013/2014           |
| Bandera de Argentina                                                    | Día del Estudiante Solidario: Los Tipitos, Pericos, León Gieco, Salta La Banca, Ciro y Los Persas, Los Auténticos Decadentes, Catupecu Machu | 2013                |
| Bandera de Francia                                                      | Manu Chao | 2013/2015           |
| Bandera de Puerto Rico                                                  | Calle 13 | 2014                |
| Bandera de España                                                       | David Bisbal | 2014                |
| Bandera de Estados Unidos                                               | Guns N' Roses | 2014                |
| Bandera de Argentina                                                    | Ciro y Los Persas | 2014                |
| Bandera de Uruguay                                                      | Once Tiros | 2014                |
| Bandera de Argentina                                                    | La Beriso | 2016                |
| Bandera de Argentina                                                    | Los Fabulosos Cadillacs | 2023                |
| Bandera de Argentina                                                    | Miranda! | 2023                |
| Bandera de Argentina                                                    | La Delio Valdez | 2024                |
| Bandera de Argentina                                                    | YSY A | 2024                |

## Fallida reestructuración
El 11 de octubre de 2012 el antiguo órgano fiduciario firmó contrato con la empresa Constructora Deportiva S.A. para iniciar las obras de inicio de reestructuración del estadio, de la primera fase de las mismas surgió la construcción de la tribuna Este visitante con una capacidad aproximada de 4500 personas paradas. El diseño de la tribuna visitante corresponde a un diseño integral surgido y estudiado de diversos proyectos por una comisión dedicada a dicha tarea. Este inicio de obras se logra concretar gracias al monto percibido por la rescisión anticipada del contrato de Julio Buffarini acaecido en marzo de 2012 y ampliando el mismo en el transcurso de ese año.
Las fases del proyecto integral comprenden:
- Fase 1: Construcción de la Popular Este Visitante (Ya concretada).
- Fase 2: Construcción de la Popular Oeste Local.
- Fase 3: Construcción de la Platea Norte.
- Fase 4: Proyección de la Platea Sur (Se completa el Ala derecha faltante).
- Fase 5: 2.º Etapa de la construcción de la Popular Este Visitante.
- Fase 6: 2.º Etapa de la construcción de la Popular Oeste Local.

La estructura de hierro y los tablones de la vieja tribuna de madera fueron vendidos.
Las obras comenzaron el lunes 14 de enero de 2013, la tribuna popular Este o "General visitante" fue inaugurada el domingo 28 de junio de 2015 durante el partido disputado frente a Central Córdoba de Santiago del Estero con victoria para Ferro por 1 a 0 durante el Campeonato de Primera B Nacional
Las características de la tribuna Este visitante son las siguientes:
1. Capacidad para 4500 personas paradas
2. Nivel de arranque +2,25 m
3. Ancho: 65,3 m
4. Alzada/Pedanas 34 x 0,2 m / 33 de 0,4 m + 1 de 0,7 m
5. Núcleos sanitarios: 1 Damas 1 Caballeros 2 Discapacitados.

El 2 de agosto de 2015 se efectuó un acto despedida de la tribuna popular Oeste (local), en ella unas 2000 personas junto a jugadores del plantel profesional ocuparon por última vez los antiguos tablones de madera. El desguace de los tablones y desarme de la totalidad de la estructura en hierro de la tribuna finalizaron a fines del mes de agosto de 2015.
A pesar de las múltiples promesas del presidente del club, Daniel Pandolfi, las obras solo se iniciaron parcialmente y con posibles deficiencias constructivas que derivaron en que el 29 de septiembre de 2021 una de las tribunas sufriera un grave derrumbe.

## Capacidad
Actualmente el estadio cuenta con una capacidad total de 8300 espectadores repartidos en la Platea Sur con capacidad actual para 3800 personas sentadas y la recientemente estrenada Popular Visitante Este con una capacidad para 4500 personas paradas.
El proyecto de reestructuración, remodelación y ampliación prevé llevar la capacidad total del estadio a 28 200 espectadores; repartidos en las siguientes tribunas y plateas:
- Popular Este Visitante: 10 000 espectadores.
- Popular Oeste Local: 10 000 espectadores.
- Platea Sur: 5400 espectadores.
- Platea Norte: 2800 espectadores.

Los palcos de Honor tienen actualmente capacidad para 72 personas sentadas, mientras que los palcos oficiales para 100.

## Formas de llegar en medios de transporte público

### Tren
Estaciones
- Caballito

### Subterráneo
Estaciones
- Primera Junta

- Puán

### Colectivos
Líneas: 1 2 8 25 26 49 53 55 84 85 86 88 92 96 103 132 136 145 163 172 180

## Imágenes
|                                                         |
| Tribuna sobre la calle Martin de Gainza (Popular Este). |

|                                                           |
| Tribuna con ingreso por calle Avellaneda (Popular Oeste). |

|                                        |
| Sector Cacho Saccardi (Popular Oeste). |

|                                          |
| Visual del campo desde la popular Oeste. |

|                  |
| Platea lado Sur. |

|                               |
| Visera de la platea lado Sur. |